# パットナム郡 (フロリダ州)
パットナム郡（英: Putnam County）は、アメリカ合衆国フロリダ州の北東部に位置する郡である。2010年国勢調査での人口は74,364人であり、2000年の70,423人から5.6%増加した。郡庁所在地はパラトカ市（人口10,558人）であり、同郡で人口最大の都市でもある。
パットナム郡はその全体でパラトカ小都市圏を構成している。ジャクソンビル、ゲインズビル、セントオーガスティン、デイトナビーチといった大都市が作る三角形の中心に位置している。

## 歴史
パットナム郡は1849年に設立された。フロリダ州最初の郡であるセントジョンズ郡、さらにアラチュア郡、オレンジ郡、デュバル郡のそれぞれ一部を合わせ、州内28番目の郡となった。郡名は、第一次セミノール戦争の軍人、弁護士、フロリダ州議会議員、フロリダ州歴史学会初代会長を務めたベンジャミン・A・パットナムに因んで名付けられた。パットナム郡歴史学会は、ベンジャミン・A・パットナムが国内にある他州のパットナム郡の由来となっているアメリカ独立戦争の将軍イズラエル・パットナムの孫であると判断している。ベンジャミン・A・パットナムは1869年に郡庁所在地のパラトカ市で死んだ。

## 地理
アメリカ合衆国国勢調査局に拠れば、郡域全面積は827.16平方マイル (2,142.3 km2)であり、このうち陸地721.89平方マイル (1,869.7 km2)、水域は105.27平方マイル (272.6 km2)で水域率は12.73%である。

### 隣接する郡

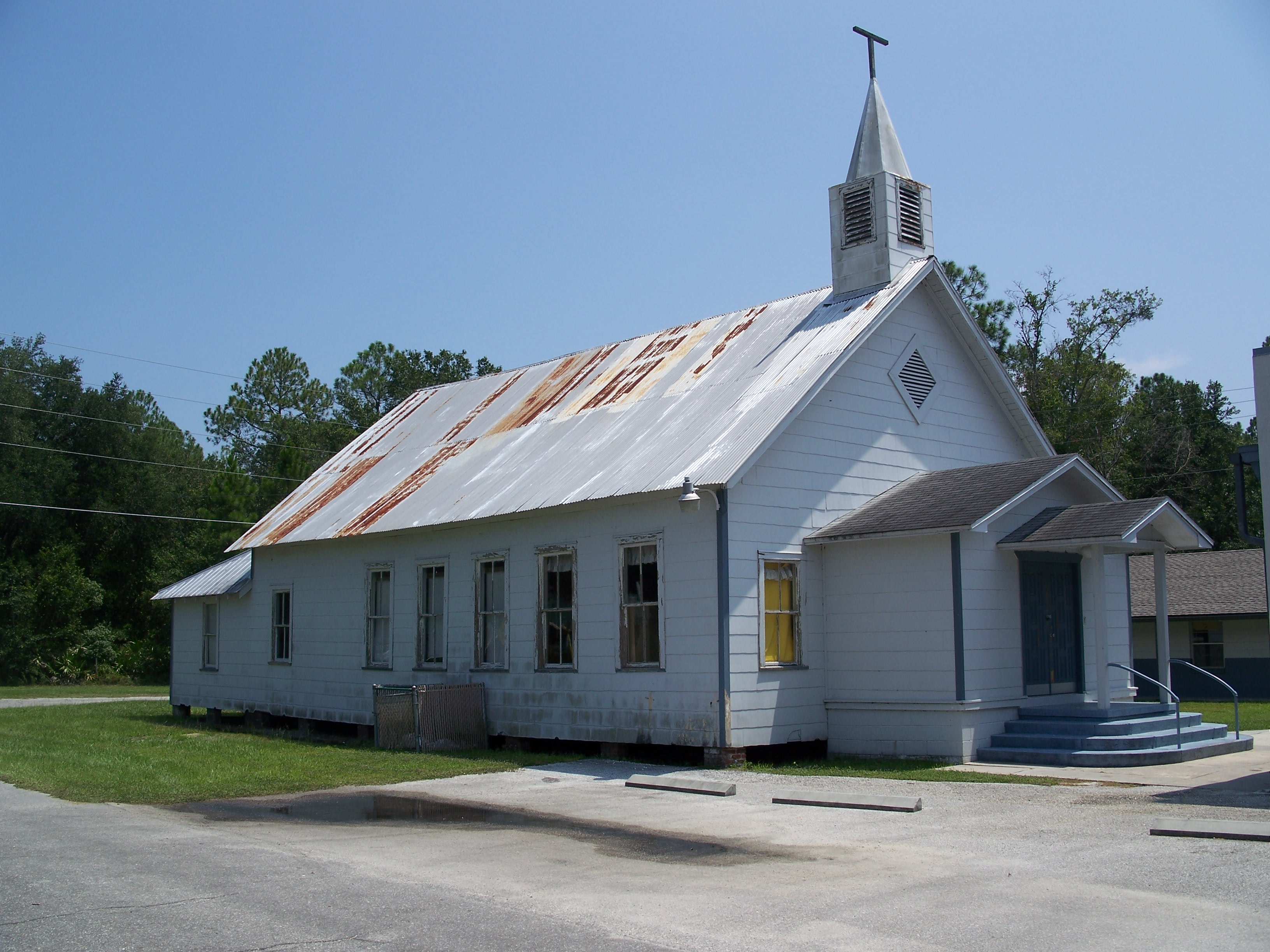
ボストウィック・バプテスト教会

- クレイ郡 - 北
- セントジョンズ郡 - 北東
- フラグラー郡 - 東
- ボルーシャ郡 - 南東
- マリオン郡 - 南西
- アラチュア郡 - 西
- ブラッドフォード郡 - 北西

### 国立保護地域
- オカラ国立の森（部分）

### 州立公園
- ラビン・ガーデンズ
- ダンズ・クリーク

## 人口動態
以下は2000年国勢調査による人口統計データである。
| 基礎データ - 人口: 70,423人 - 世帯数: 27,839 世帯 - 家族数: 19,459 家族 - 人口密度: 38人/km2（98人/mi2） - 住居数: 33,870軒 - 住居密度: 18軒/km2（47軒/mi2） 人種別人口構成 - 白人: 77.91% - アフリカン・アメリカン: 17.04% - ネイティブ・アメリカン: 0.42% - アジア人: 0.44% - 太平洋諸島系: 0.04% - その他の人種: 2.94% - 混血: 1.20% - ヒスパニック・ラテン系: 5.92% 年齢別人口構成 - 18歳未満: 24.6% - 18-24歳: 7.7% - 25-44歳: 24.2% - 45-64歳: 25.1% - 65歳以上: 18.5% - 年齢の中央値: 40歳 - 性比（女性100人あたり男性の人口） - 総人口: 97.6 - 18歳以上: 94.2 | 世帯と家族（対世帯数） - 18歳未満の子供がいる: 28.1% - 結婚・同居している夫婦: 52.8% - 未婚・離婚・死別女性が世帯主: 12.9% - 非家族世帯: 30.1% - 単身世帯: 25.1% - 65歳以上の老人1人暮らし: 11.9% - 平均構成人数 - 世帯: 2.48人 - 家族: 2.95人 収入と家計 - 収入の中央値 - 世帯: 28,180米ドル - 家族: 34,499米ドル - 性別 - 男性: 29,975米ドル - 女性: 20,955米ドル - 人口1人あたり収入: 15,603米ドル - 貧困線以下 - 対人口: 20.9% - 対家族数: 15.8% - 18歳未満: 30.6% - 65歳以上: 13.1% |

## 都市と町

### 法人化自治体
1. パラトカ市 - 郡庁所在地
2. クレセントシティ市
3. インターラーチェン町
4. ポモナパーク町
5. ウィラカ町

### 未編入の町
| - バーディン - ボストウィック - キャラウェイ - イーストパラトカ - エドガー - フロラホーム - フランシス - フルートランド | - ジョージタウン - グランディン - ホリスター - ハンティントン - ジョンソンクロスローズ - レイクコモ - マンビル - メルローズ | - パットナムホール - ロッドマン - サンマテオ - サツマ - スプリングサイド - イエルビントン |

## 教育
セントジョンズ川州立カレッジの主キャンパスがパラトカ市にある。

### 政府関連
- Putnam County Board of County Commissioners official website
- Putnam County Supervisor of Elections
- Putnam County Property Appraiser
- Putnam County Sheriff's Office
- Putnam County Tax Collector

### 特殊地区
- Putnam County School District
- St. Johns River Water Management District

### 司法関連
- Putnam County Clerk of Courts
- Public Defender, 7th Judicial Circuit of Florida serving Flagler, Putnam, St. Johns, and Volusia counties
- Office of the State Attorney, 7th Judicial Circuit of Florida
- Circuit and County Court for the 7th Judicial Circuit of Florida

### 観光
- Putnam County Chamber of Commerce

座標: 北緯29度37分 西経81度44分 / 北緯29.61度 西経81.74度